# 浅野春二
浅野 春二（あさの はるじ、1960年2月 - ）は、日本の宗教学者・民俗学者。博士（文学）（國學院大學・2001年）。國學院大學文学部教授。専門は道教儀礼。特に台湾南部における道教儀礼や民間における伝承や信仰をテーマとした研究論文を多く発表している。

## 来歴
- 1960年、東京都武蔵野市生まれ
- 1983年、國學院大學文学部文学科卒業
- 1991年、國學院大學大学院文学研究科中退
- 1996年、國學院短期大学専任講師
- 1999年、國學院短期大学助教授
- 2001年、『台湾における道教儀礼の研究』で國學院大學より博士（文学）の学位を取得
- 2002年、國學院大學文学部助教授
- 2007年、國學院大學文学部教授

### 受賞歴
- 2006年、吹野博士記念賞

## 著書
- 『道教の教団と儀礼』（講座道教 第二巻）（共著、雄山閣出版、2000年）
- 『道教の経典を読む』（共著、大修館書店・あじあブックス、2001年）
- 『シリーズ道教の世界4　飛翔天界　道士の技法』（単著、春秋社、2003年）
- 『道教の神々と祭り』（共著、大修館書店・あじあブックス、2004年）
- 『台湾における道教儀礼の研究』（単著、笠間書院、2005年）
- 『ミエン・ヤオの歌謡と儀礼』（共著、大学教育出版、2016年）

## 論文
- CiNii>浅野春二